# Силлавенго
Силлавенго (итал. Sillavengo) — коммуна в Италии, располагается в регионе Пьемонт, в провинции Новара.
Население составляет 567 человек (2008 г.), плотность населения составляет 63 чел./км². Занимает площадь 9 км². Почтовый индекс — 28060. Телефонный код — 0321.
Покровителем коммуны почитается святитель Герман Осерский, празднование 31 июля.

## Демография
Динамика населения: